# Булетте
Булетте (нем. Bulette) — рубленная котлета, считающаяся традиционным берлинским блюдом.

## Описание
Рецепт приготовления и его название были завезены в Берлин гугенотами из Франции в конце XVII века. Булетте готовят из смеси постного говяжего мяса и жирной свинины, что делает котлеты сочными; в фарш добавляют лук, яйца, белый хлеб. Едят в горячем или холодном виде с горчицей, с картофельным салатом и другими гарнирами или просто с булочкой.
B(o)ulette — уменьшительная форма от фр. boule («шар», «ком»). Блюдо называют также — «берлинская котлета».